# رحیم‌بیگلو علیا
رحیم‌بیگلو علیا یک روستا در ایران است که در دهستان ارشق مرکزی واقع شده‌است. رحیم‌بیگلو علیا ۱۰۱ نفر جمعیت دارد.